# 강구면
강구면(江口面)은 대한민국 경상북도 영덕군의 면이다. 넓이는 36.81km2이고, 인구는 2012년 기준으로 7,578명이다.

## 역사
- 1934년 4월 1일 영덕면, 오보면을 재구성하여 강구면 설치.
- 1988년 5월 1일 군조례 제972호에 의해 강구면 내의 동을 리로 개칭.
- 1990년 1월 3일 군조례 제1146호에 의하여 종전의 하직리를 원직리로 개칭.

## 행정 구역
- 강구리
- 오포리
- 화전리
- 상직리
- 원직리
- 금호리
- 금진리
- 삼사리
- 소월리
- 하저리

## 교육 기관
- 강구초등학교
- 강구중학교
- 강구정보고등학교